# Benjamin Lipman
Pour les articles homonymes, voir Lipman.
Benjamin Lipman (né le 9 octobre 1819 à Metz et mort le 7 juin 1886 à Lille) est un rabbin français du XIXe siècle, rabbin de Phalsbourg, grand-rabbin de Metz, puis grand-rabbin de Lille.

## Éléments biographiques
Benjamin Lipman est né à Metz le 9 octobre 1819, le fils de Bernard Lipman, originaire de Pontpierre en Moselle et de Gotton Levy.
Il étudie à l’école centrale rabbinique de Metz de 1839 à 1845. Par la suite, il dirige une école religieuse à Nancy. Il devient rabbin de Phalsbourg en juillet 1848, poste qu’il occupe jusqu’en septembre 1863.
En 1863, il devient grand-rabbin de Metz. Il occupe cette position jusqu’en avril 1872. À l’annexion de l’Alsace et de la Lorraine par l’Allemagne, il opte pour la nationalité française et doit quitter Metz et son poste. En 1872, il est nommé grand-rabbin dans la nouvelle circonscription consistoriale de Lille jusqu’à son décès le 7 juin 1886.
Le grand-rabbin Benjamin Lipman est nommé chevalier de la Légion d’honneur le 30 janvier 1877.